# 联合国DC-6号班机空难
联合国DC-6号班机空难于1961年9月18日发生在北罗得西亚，搭载原计划前往刚果与莫伊兹·冲伯进行停火协议磋商的第二任联合国秘书长达格·哈马舍尔德等15人的客机坠毁，机上全员丧生。由于三项正式调查未能最终确定坠机原因，联合国出现了接班人危机。

## 背景
失事客机型号为道格拉斯DC-6B，c/n 43559/251，在瑞典注册，代号SE-BDY。航班于1952年首飞，搭载四枚普惠R-280018缸径向活塞引擎。

## 事故

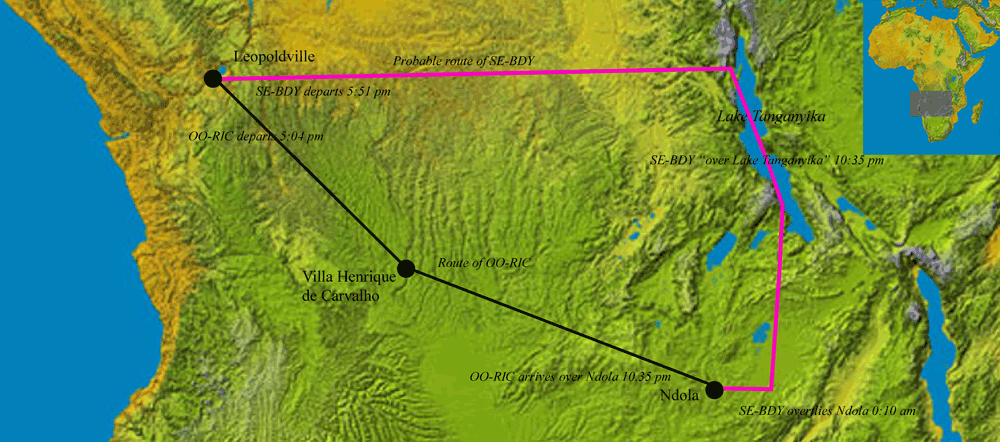
哈马舍尔德航班路线（粉色）与替身班机路线（黑色）

1961年9月，刚果危机期间，哈马舍尔德了解到联合国部队的“非战斗人员”与莫伊兹·冲伯的加丹加国部队爆发冲突，遂计划于9月18日前往调停。然而当天他乘坐的航班在北罗德西亚（今赞比亚）恩多拉附近坠机，机上连同他在内的16人死亡。事故在联合国引发了接班人危机，联合国安理会需要投票选出他的继任人。

## 调查

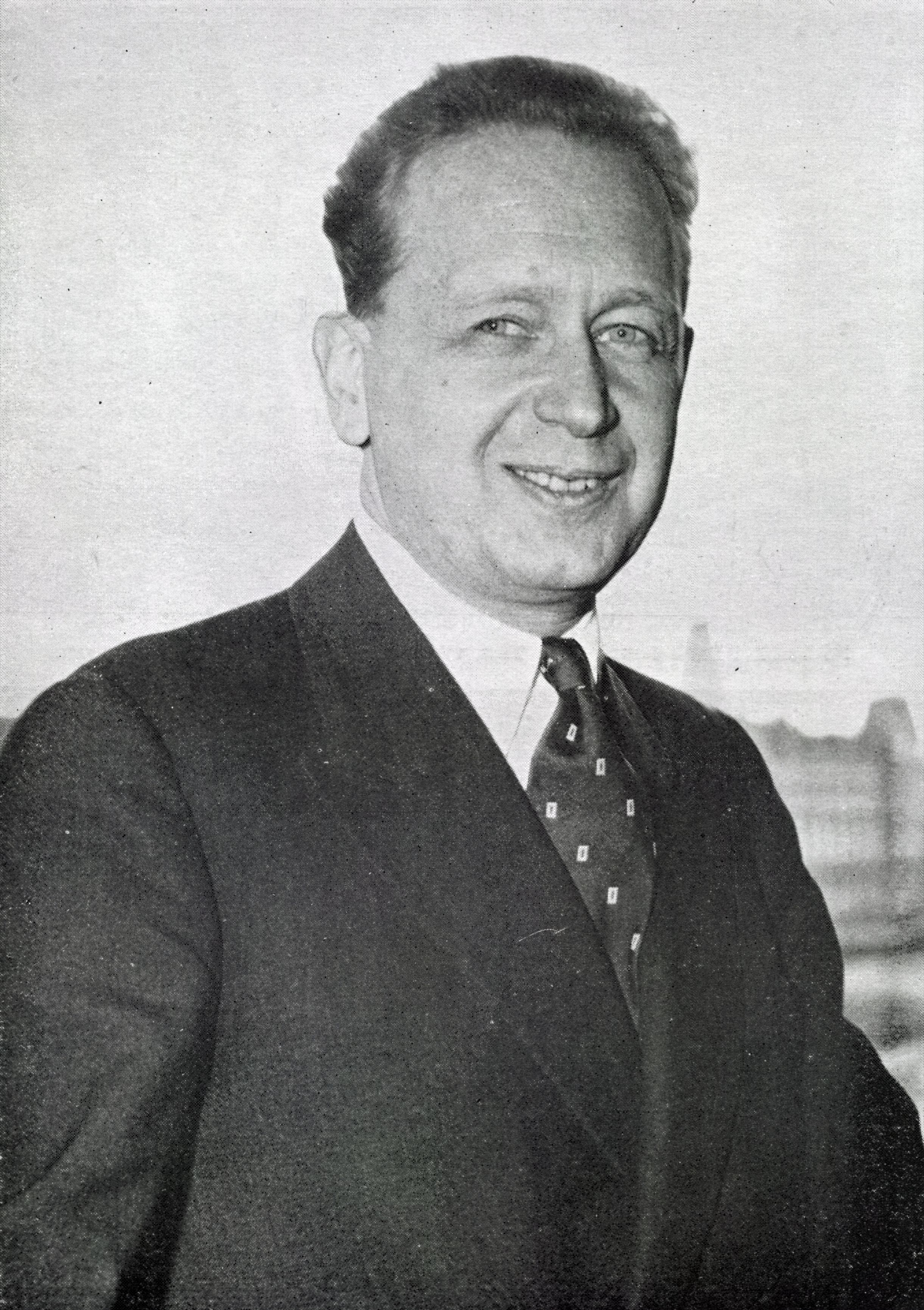
达格·哈马舍尔德，摄于1950年代

联合国在事故后发布的特别报告表示，大约凌晨1点，天空出现了明亮的闪光，引导搜救行动展开。最初的迹象表明事故可能并不是意外，致使官方多次调查，怀疑秘书长遭到暗杀。
哈马舍尔德死后，罗得西亚调查董事会、罗德西亚调查委员会与联合国调查委员会分别调查了事故的情况。
由英军中校莫里斯·C·H·巴伯率领的罗得西亚调查董事会于1961年9月19日到11月2日间调查了事件。罗德西亚调查委员会于1962年1月16日到29日在没有联合国监督的情况下举行听证会。随后联合国调查委员会于1962年举行了一系列听证会，部分听取了罗得西亚先前询问的证词。新任秘书长向联合国委员会委派了五名“专业人士”，而委员会成员一致选举尼泊尔外交官瑞诗凯诗·沙哈主持调查。
三次官方调查都没有最终断定哈马舍尔德坠机身亡的原因。罗德西亚调查董事会派遣了180人搜索了飞行路线最后地点的6平方公里的范围，寻找失事原因的证据，但没有找到炸弹、地对空导弹或劫持的证据。官方报告表示，现场的两具瑞典籍保镖的尸体负了几处枪伤。据联合国的官方报道，罗德西亚调查委员会最初对尸体进行了检验，显示伤口非常浅，不是由步枪造成的。他们认为应该是弹药在保镖附近爆炸。飞机残骸中没有发现谋杀罪行的证据。罗得西亚委员会的结论是，飞行员飞得太低，撞到了树木，从而使飞机着陆。
此前天空中出现亮光的说法被驳回，原因是如果事故发生是在深夜，不可能导致坠机。联合国的报告推测，亮光可能是飞机第二次爆炸产生的。在事故几天后身亡的哈罗德·朱利安中士表示坠机前发生了一系列爆炸。官方调查发现，朱利安去世前跟他交谈过的证人作出了不一致的证词。
报告指出了多处违反既定搜救程序的延误。延误共有三处，第一处是飞机最初响起疑似出现问题的警报；第二处是“遇险”警报，表明与周围机场的通讯显示失踪的航班未在别处降落；第三处是搜救行动及在几英里远处发现飞机残骸的延误。验尸官的报告也没有定论，其中一份报告称哈马舍尔德因撞击而死亡，另一份则认为如果营救及时，哈马舍尔德可能幸存下来。
2015年3月16日，联合国秘书长潘基文任命独立专家小组成员研究与悲剧有关的新信息。三人小组成员由坦桑尼亚司法部长穆罕默德·钱德·奥斯曼率领，另两人为澳大利亚驻国际民航组织代表凯里·麦考利（Kerryn Macaulay）和丹麦警察弹道专家亨里克·拉森（Henrik Larsen）。报告于2015年6月12日递交给秘书长。

## 其他说法
尽管官方多个调查未能找到暗杀的证据，但是部分人认为哈马舍尔德的死亡并非意外。
哈马舍尔德死时，美国情报部门正和盟友积极涉及刚果政治局势。其中美国和比利时支持加丹加国独立及暗杀前总统帕特里斯·卢蒙巴，将行动推向高潮。在刚果从殖民主义走向独立的过程中，比利时和英国维持控制该国的铜业，保住了既得利益。对铜业国有化的担忧可能为除灭卢蒙巴或哈马舍尔德提供了经济诱因。
英国军官指挥了最初的调查，他们提供了飞机及尸体调查情况的许多证据，致使部分人提出有利益冲突。官方报告反驳了一些支持哈马舍尔德遭到暗杀的证据。其中一些驳斥存在争议，例如弹痕是弹药在火中爆炸产生的结果。专家质疑该结果，测试表明子弹爆炸不会破坏皮肤表层。弹道权威专家韦斯特尔少校（C. F. Westell）表示：“我可以肯定地说，在火中爆炸的机关枪或子弹弹药能够贯穿人体的说法完全是胡说八道。”他之前曾做过大规模实验，判断军事消防旅在弹药库附近工作是否有危险。其他瑞典专家其他瑞典专家进行了测试并拍摄了影片，表明子弹即便加热到爆炸点，也无法达到能穿透盒装容器的速度。
1961年，时任英国驻埃塞俄比亚大使丹尼斯·怀特在他的年度报告中确定了哈马舍尔德的死与英国拒绝埃塞俄比亚一艘原计划运送军人加入联合国特派团的军用飞机在恩德培降落，经英国控制的乌干达前往刚果有关。他们的拒绝只有在秘书长去世后才被撤销。一位外国办公室官员注意到他的评论，认为没有充分证据表明，建议从年度报告的最终印刷版中删掉大使的言论。
1998年8月19日，南非真相与和解委员会主席德斯蒙德·图图大主教表示，最近发现的信件表明英国军情五处、美国中央情报局和南非SASS参与了事件。该委员会的信件表示，飞机的机轮舱有一颗炸弹，设定在机轮降落着陆时爆炸。图图表示，他们无法调查指南非或西方情报机构参与事件的信件或指控的真实性。英国外交及联邦事务部认为这些信件可能是苏联造谣或错误资讯。
2005年7月29日，挪威少将比约恩·艾格就哈马舍尔德事件接受《挪威晚报》采访。这位率先发现尸体的联合国军官表示，哈马舍尔德的额头有一个洞，但这个洞之后在尸体的照片中被噴槍抹掉。在艾格看来，哈马舍尔德从飞机上摔下来后，手中抓着一些草和树叶，暗示他可能从事件中幸存下来，试着爬出残骸。艾格没有直接声称伤口是枪伤。
2009年9月23日，穆阿迈尔·卡扎菲上校在第64届联合国大会上发言，呼吁利比亚籍的联合国大会主席阿里·特雷基就刚果总理卢蒙巴和哈马舍尔德的死进行联合国调查。
瑞典援助工作者戈兰·比约克达尔（Göran Björkdahl）曾于2000年代采访过数十位目击者，他们表示哈马舍尔德的航班被另一架航班击落。比约克达尔还审阅此前未公开的档案文件和联合国内部来文。他认为，上加丹加省矿业联盟等矿业公司故意击落飞机保全利益。驻塞浦路斯电子监控站的一名美国情报人员说，他听到了来自恩多拉的座舱录音。录音中，一名飞行员说正在逼近哈马舍尔德乘坐的DC-6航班，之后枪声响起，有人说“我击中了”。
2011年，伦敦大学非洲去殖民化学者苏珊·威廉姆斯发表研究著作《谁杀了哈马舍尔德》（Who Killed Hammarskjold?），概述了对1961年飞机失事的偶然性的严重怀疑。此举导致独立的非正式调查委员会于2012年，就找出联合国于1962年重新开始的调查的新证据提供意见。委员会由英国法学家斯蒂芬·塞德利主持。塞德利的委员会报告于2013年9月9日在海牙和平宫公布。报告建议联合国根据1962年10月26日联合国大会第1759号决议重启调查.。调查结果成了专家小组成立的基础，之后联合国知名人士穆罕默德·钱德·奥斯曼获委任，支持正在组建的“哈马舍尔德委员会”。
2014年4月，《卫报》发布牵涉军事飞行员扬·范·里斯海格（Jan van Risseghem）的证据。里斯海格曾于第一次世界大战期间服役于英国皇家空军，之后加入比利时空军，深得冲伯赏识。文章指出，美国国家安全局、前海军飞行员指挥官查尔斯·索撒尔（Charles Southall）曾在塞浦路斯的国安局监听站工作。坠机事故当晚，他曾在3000英里处的恩多拉上空截获一段飞行员通话。索撒尔回忆了飞行员的话：“我看到有架运输机掉下来了。所有灯都亮了。我要开下去看一看。对，是瑞典航空DC-6，是架飞机。”索撒尔形容他的声音“很冷酷，很职业”。之后他听到枪声，飞行员惊呼：“我打中了！火苗出来了。它在往下掉！”根据飞机注册资料和加丹加空军的装备，注册号KAT-93的富加CM.170教师教练机很可能被用来袭击，而“比利时之翼”（Belgian Wings）网站声称范·里斯海格于1961年在加丹加空军驾驶教师。之后，《卫报》又于2019年1月发布文章，重复指控范·里斯海格，指出纪录片《哈马舍尔德悬案》制片人的证据，驳斥里斯海格事发时没有飞行的不在场证明。
2018年12月，德国自由职业历史学家托本·居尔斯托夫（Torben Gülstorff）在《龙虾》发布文章，认为德国制造的多尼尔Do 28可能被用来袭击哈马舍尔德的DC-6。1961年8月底，这架飞机被送到加丹加，从技术上讲可以完成这样的袭击。

## 纪念

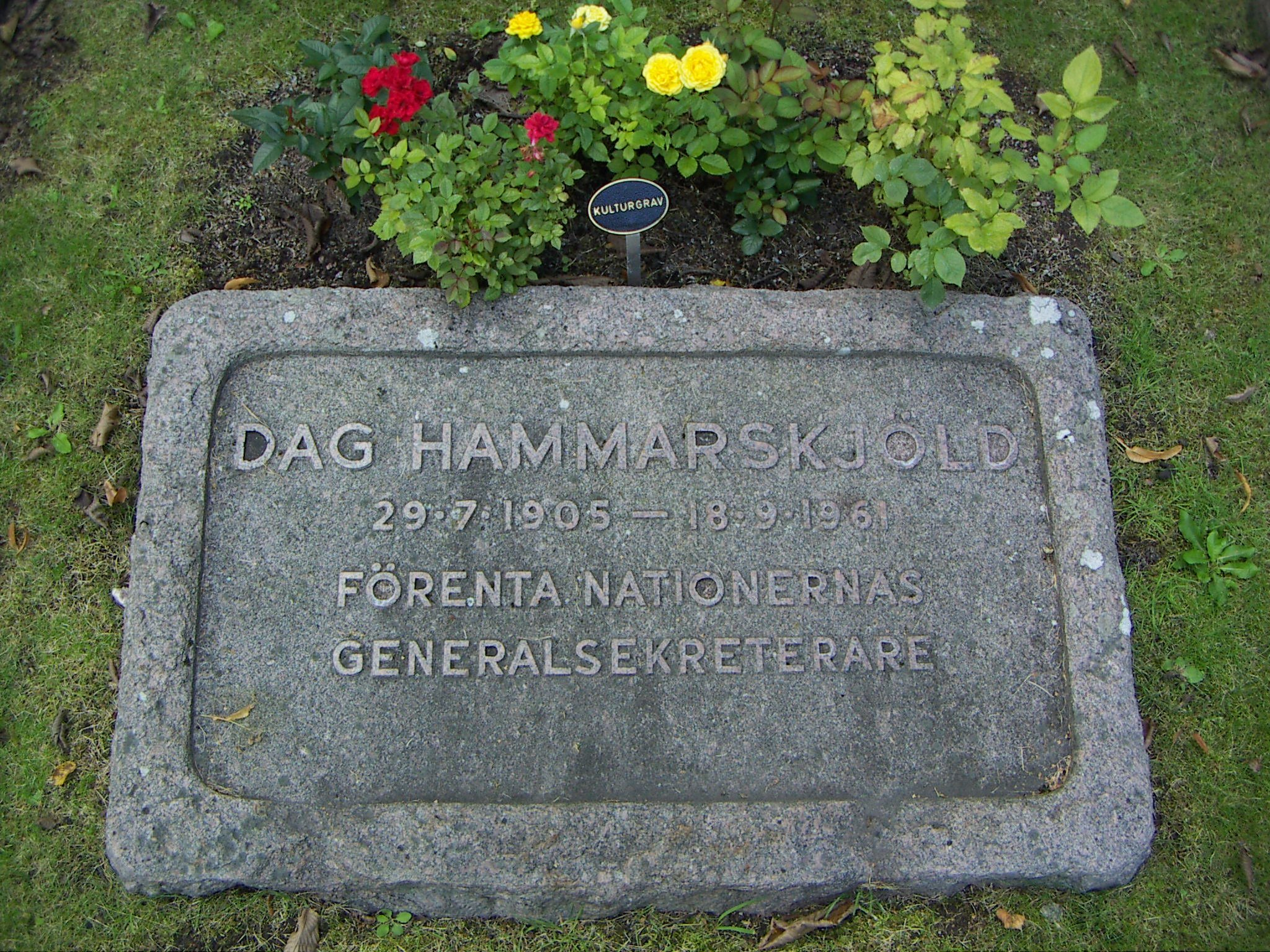
乌普萨拉的哈马舍尔德坟墓

道格·哈馬紹墜機遺址紀念碑已被尚比亞政府列入联合国教科文组织世界遗产名录的預備名單。刚果共和国总理在事故当天发表新闻报，表示“为了纪念受害于西方金融大国无耻阴谋的伟人及其同事……政府决定周二宣布1961年9月19日是全国哀悼日。”

## 媒体作品
- 《空中浩劫》第15季第5集
- 《哈马舍尔德悬案（英语：Cold Case Hammarskjöld）》